# Бакалы (Бураевский район)
Бакалы́ (баш. Баҡалы) — деревня в Бураевском районе Башкортостана, входит в состав Кашкалевского сельсовета.

## История
В «Списке населенных мест по сведениям 1870 года», изданном в 1877 году, населённый пункт упомянут как деревня Бакалы (Старая Иманкупырова) 2-го стана Бирского уезда Уфимской губернии. Располагалась при речке Кизгане, по левую сторону реки Таныпа, в 45 верстах от уездного города Бирска и в 34 верстах от становой квартиры в селе Тепляки. В деревне, в 58 дворах жили 330 человек (178 мужчин и 152 женщины, мещеряки), были мечеть, 2 водяные мельницы.

## Население
| 2002 | 2009 | 2010 |
| ---- | ---- | ---- |
| 255  | ↘242 | ↘195 |

Согласно переписи 2002 года, преобладающая национальность — башкиры (98 %).

## Географическое положение
Расстояние до:
- районного центра (Бураево): 18 км,
- центра сельсовета (Кашкалево): 3 км,
- ближайшей ж/д станции (Янаул): 86 км.

## Известные уроженцы
- Хайруллина, Мусаллия Хайрулловна (1915—2008) — башкирский языковед, доктор педагогических наук (1971), профессор (1972), отличник народного просвещения РСФСР (1949), заслуженный учитель школы Башкирской АССР (1974), заслуженный деятель науки Башкирской АССР (1977) и РСФСР (1987).
- Альфис Киямов - татарский певец[6]